# Döderleins bacill
Döderleins bacill (uppkallad efter den tyske förlossningsläkaren Albert Döderlein, 1860-1941) är en hos könsmogna kvinnor i vaginan normalt förekommande variant av lactobacillus, vilken bryter ned glykogen, som avsöndrats som transsudat från vaginalslemhinnan, till mjölksyra. Härigenom bildas ett starkt surt vaginalsekret, vilket utgör en barriär som skyddar mot infektioner.